# Heliconius amalfreda
Heliconius amalfreda är en fjärilsart som beskrevs av Riffarth 1900. Heliconius amalfreda ingår i släktet Heliconius och familjen praktfjärilar. Inga underarter finns listade i Catalogue of Life.